# حمض الفوسيديك
حمض الفيوسيديك (بالإنجليزية: Fusidic acid)‏ هو مضاد حيوي موضعي يستخدم لمعالجة الالتهابات الجلدية ولتطهير البؤر الجرثومية والجروح عند التهابها وفي بعض الأحيان الحروق. له قابلية غير طبيعية على اختراق الجلد.

## التأثير الجانبي
ينصح بعدم استعماله عند حدوث الولادة لانه يسبب اضطرابات في الكبد كما أن له القابلية على اختراق جدار المشيمة عند الحوامل.

## الزمرة الدوائية
الادوية الجلدية القاتلة للطفيليات
هو مضاد حيوي. يعطى بالاساس علاجا موضعيا (بكريم أو مرهم) لتلوثات الجلد، مثل القوباء وتينة (Sycosis)، ودواحس (paronychia - التهاب الجلد حول الظفر)؛ أو علاجا موضعيا (قطرات \ مرهم عينين) لالتهابات مصدرها ملتحمة العين.
إن تناول حمض الفوسوديك عن طريق الفم أو الحقن مناسب لعلاج متنوع من الالتهابات التي مصدرها في بكتيريا العنقوديات (Staphylococcus)، مثل التهاب العظام والتهاب الرئتين وتعفن الدم والتهاب الشغاف (Endocarditis) والتهابات متكررة بال CF والتهابات جلد.
لا يعاني غالبية الأشخاص تقريبا من تاثيرات جانبية مع هذا الدواء. عندما يعطي الدواء بالحقن من الممكن أن يسبب لمرض اليرقان (Jaundice)، بالأساس لدى الأطفال وكبار السن. هذا التأثير الجانبي هو معكوس عادة وينتهي مع انتهاء العلاج. يمكن أن يظهر حمض الفوسوديك أيضا، بصورة ملحة: فوسيدات الصوديوم (sodium fusidate).